# 西克羅塞特 (阿肯色州)
西克羅塞特（英語：West Crossett）是位於美國阿肯色州阿什利縣的一個人口普查指定地區。根據2020年美國人口普查，該地人口為1144人，而該地的面積約為30.83平方千米。

## 地理
西克羅塞特的座標為33°08′18″N 92°00′35″W / 33.13833°N 92.00972°W，而該地最高點為海拔高度46米（即151英尺）。